# Jean-Yves Caullet
Jean-Yves Caullet, né le 8 février 1957 à Roubaix, est un homme politique français.

## Biographie
Il fait ses études secondaires et ses classes préparatoires au lycée Corneille de Rouen. Il intègre l'Institut national agronomique de Paris-Grignon en 1976, puis l'École du génie rural des eaux et des forêts.
Il commence sa carrière en 1980 à la Direction départementale de l'agriculture du Bas-Rhin à Strasbourg. En 1983, il rejoint le secrétariat d'État aux DOM-TOM et entre l'année suivante au cabinet du ministre, Georges Lemoine, où il demeure jusqu'en 1986.
En 1986, il entre dans la préfectorale, d’abord en tant que directeur de cabinet du préfet d’Eure-et-Loir, puis sous-préfet d’arrondissement, à Saint Claude, dans le Jura, puis à Avallon, dans l'Yonne. Il est nommé préfet en février 1994.
En 1991, il rejoint le cabinet de François Mitterrand en tant que conseiller technique chargé des questions intérieures et de l'Andorre.
C'est pendant les cinq ans passés à la Présidence de la République, qu’il assiste à la création d’un nouvel État souverain et indépendant en participant activement aux négociations et à la rédaction de la constitution de l'Andorre, adoptée en 1993. Il est le représentant personnel du coprince d’Andorre, président de la République française, François Mitterrand puis Jacques Chirac, jusqu’en 1996.
De 1996 à 1997, il est chargé à la RATP des questions de sécurité.
À la suite du décès de Gilles Ménage, il devient secrétaire général de l'Institut François Mitterrand en 2017.
Le 20 mars 2013, par décision du Conseil des ministres, il est nommé président du conseil d'administration de l'Office national des forêts, succédant ainsi à Hervé Gaymard. Il est renouvelé dans ses fonctions le 15 décembre 2021.
Le 2 juillet 2021, lors du conseil d'administration de l'ONF, le vote prépondérant de Jean-Yves Caullet, permet aux 14 représentants des ministères de tutelle de l'Office de faire valider le nouveau contrat État-ONF. Celui-ci prévoit notamment la suppression de 95 équivalents temps pleins (ETP) par an sur la période 2021-2025. L'ensemble des 15 autres membres du conseil d'administration ont voté contre.

## Parcours politique
Le 15 mars 1999, il devient député en remplacement d'Henri Nallet, dont il est le suppléant. Il est néanmoins battu aux élections législatives de 2002 et de 2007 par Jean-Marie Rolland.
En mars 2001, il est élu maire d'Avallon, et est réélu en 2008 et en 2014, à chaque fois au premier tour.
En 2004, il est élu conseiller régional de Bourgogne sur la liste de François Patriat dont il devient le vice-président en 2006, chargé de la Culture puis du Développement économique. Il est réélu en 2010 avant de démissionner à la suite de son élection comme conseiller général l'année suivante.
En 2011, il est élu conseiller général du canton d'Avallon et prend la tête du groupe d'opposition du Conseil général de l'Yonne. Il démissionne en 2012, après avoir été élu député.
Le 20 juin 2012, il est élu député de la 2e circonscription de l'Yonne, avec 50,25 % des voix. Il fait partie du groupe socialiste.
En 2015, la candidature de sa femme sur la liste socialiste aux élections régionales crée la controverse d'autant que cette dernière est également son assistante parlementaire.
Le 11 janvier 2017, il annonce sur France 3 Bourgogne son ralliement à Emmanuel Macron pour l'élection présidentielle de 2017.
Le 11 mai 2017, il est officiellement investi par En marche ! dans la 2e circonscription de l'Yonne pour les élections législatives de juin 2017. Il est battu par André Villiers, candidat investi par l'UDI-LR.
En 2020, Jean-Yves Caullet est candidat aux municipales. Il est réélu maire après le second tour le 28 juin, mais passe le relais à sa première adjointe Jamilah Habsaoui qui est élue maire en mars 2021,. Il démissionne du conseil municipal, à la suite du ralliement de la maire à la liste socialiste de Marie-Guite Dufay pour les élections régionales de 2021 en Bourgogne Franche-Comté,. 

### Mandats
- 1999 - 2002 puis 2012 - 2017: Député de l'Yonne
- 2001 - 2021 : Maire d'Avallon
- 2004 - 2011 : Conseiller régional de Bourgogne
- 2011 - 2012 : Conseiller général du canton d'Avallon